# جوزپینا توفانو
جوزپینا توفانو (ایتالیایی: Giuseppina Tufano؛ زادهٔ ۱۹ ژوئن ۱۹۶۵) بازیکن زن بسکتبال اهل ایتالیا بود. وی در بازی‌های المپیک تابستانی ۱۹۹۲ و ۱۹۹۶ شرکت کرده‌است.